# Dämon Zirkus
Dämon Zirkus er en tysk stumfilm fra 1923 af Emil Justitz.

## Medvirkende
- Gertrude Welcker
- Eduard von Winterstein
- Carl de Vogt
- Cläre Lotto
- Maly Delschaft
- Viktor Schwannecke